# Lê Hồng Phong, Thủy Nguyên
Lê Hồng Phong là một phường cũ từng thuộc thành phố Thủy Nguyên, thành phố Hải Phòng, Việt Nam.

## Địa lý
Phường Lê Hồng Phong nằm ở phía tây thành phố Thủy Nguyên, có vị trí địa lý:
- Phía đông giáp phường Thiên Hương
- Phía tây giáp xã Quang Trung và quận Hồng Bàng
- Phía nam giáp phường Hoàng Lâm
- Phía bắc giáp phường Trần Hưng Đạo và xã Quang Trung.

Phường Lê Hồng Phong có diện tích 7,99 km², dân số năm 2023 là 21.258 người, mật độ dân số đạt 2.660 người/km².

## Lịch sử
Trước năm 1813, địa bàn xã Mỹ Đồng thuộc tổng Thái Lai. Trước năm 1945, địa bàn xã Kiền Bái thuộc tổng Trịnh Xá, tỉnh Kiến An.
Sau năm 1945, thành lập xã Kiền Bái trên cơ sở tổng Trịnh Xá thuộc huyện Thủy Nguyên, tỉnh Kiến An.
Cuối năm 1945, thành lập xã Cao Nhân trên cơ sở các làng, xã thuộc tổng Thái Lai.
Cuối năm 1956, thành lập xã Mỹ Đồng trên cơ sở làng Phương Mỹ và làng Đồng Lý của xã Cao Nhân.
Ngày 27 tháng 10 năm 1962, Quốc hội ban hành Nghị quyết về việc sáp nhập tỉnh Kiến An vào thành phố Hải Phòng. Khi đó, xã Kiền Bái và xã Mỹ Đồng thuộc huyện Thủy Nguyên, thành phố Hải Phòng.
Ngày 24 tháng 10 năm 2024, Ủy ban Thường vụ Quốc hội ban hành Nghị quyết số 1232/NQ-UBTVQH15 về việc sắp xếp đơn vị hành chính cấp huyện, cấp xã của thành phố Hải Phòng giai đoạn 2023 – 2025 (nghị quyết có hiệu lực từ ngày 1 tháng 1 năm 2025). Theo đó, thành lập phường Lê Hồng Phong thuộc thành phố Thủy Nguyên trên cơ sở toàn bộ 4,71 km² diện tích tự nhiên, quy mô dân số là 13.482 người của xã Kiền Bái và toàn bộ 3,28 km² diện tích tự nhiên, quy mô dân số là 7.776 người của xã Mỹ Đồng.
Phường Lê Hồng Phong khi này có 7,99 km² diện tích tự nhiên và quy mô dân số là 21.258 người.
Ngày 16 tháng 6 năm 2025, Ủy ban Thường vụ Quốc hội ban hành nghị quyết sắp xếp đơn vị hành chính cấp xã của thành phố Hải Phòng năm 2025. Theo đó, sắp xếp toàn bộ diện tích tự nhiên, quy mô dân số của các phường Nam Triệu Giang, Lập Lễ và Tam Hưng thành phường mới có tên gọi là phường Nam Triệu.
Ngày 16 tháng 6 năm 2025, Ủy ban Thường vụ Quốc hội ban hành nghị quyết sắp xếp đơn vị hành chính cấp xã của thành phố Hải Phòng năm 2025. Theo đó:
- Sắp xếp một phần diện tích tự nhiên, quy mô dân số của phường Lê Hồng Phong và toàn bộ diện tích tự nhiên, quy mô dân số của phường Thiên Hương, phường Hoàng Lâm,  phần còn lại của phường Hoa Động sau khi sắp xếp thành phường mới có tên gọi là phường Thiên Hương.[2]
- Sắp xếp phần còn lại của phường Lê Hồng Phong sau khi sắp xếp và toàn bộ diện tích tự nhiên, quy mô dân số của phường Quảng Thanh, phần còn lại của xã Quang Trung (thành phố Thủy Nguyên) sau khi sắp xếp thành phường mới có tên gọi là phường Lê Ích Mộc.[2]